# 甄卓伟
甄卓伟（Yan Cheuk Wai，1983年10月21日—），業餘賽車手，首次参加中国房车锦标赛（CTCC）时就获得冠军头衔（2009年第二站）。2011年及2013年荣获年度车手总冠军（长安福特车队首获此奖）。

## 成绩

### 2013
- 中国房车锦标赛超级量产车组别第二站 冠军
- 中国房车锦标赛超级量产车组别第三站 冠军
- 中国房车锦标赛超级量产车组别第四站 冠军
- 中国房车锦标赛超级量产车组别第六站 亚军
- 中国房车锦标赛超级量产车组车手杯年度總冠军

### 2012
- 中国房车锦标赛超级量产车组别第一站 冠军
- 中国房车锦标赛超级量产车组别第三站 亚军
- 中国房车锦标赛超级量产车组别第四站 季军
- 中国房车锦标赛超级量产车组别第六站 亚军
- 中国房车锦标赛超级量产车组别第八站 冠军
- 中国房车锦标赛超级量产车组车手杯年度亚军

### 2011
- 中国房车锦标赛超级量产车自然吸气组 第一站 亚军
- 中国房车锦标赛超级量产车自然吸气组 第二站 冠军
- 中国房车锦标赛超级量产车自然吸气组 第三站 季军
- 中国房车锦标赛超级量产车自然吸气组 第四站 第六名
- 中国房车锦标赛超级量产车自然吸气组 第五站 亚军
- 中国房车锦标赛超级量产车自然吸气组 第六站 冠军
- 中国房车锦标赛超级量产车自然吸气组 第七站 亚军
- 中国房车锦标赛超级量产车自然吸气组 第八站 季军
- 中国房车锦标赛超级量产车车手总冠军

### 2010
- 中国房车锦标赛2000CC组第一站第四名
- 中国房车锦标赛2000CC组第二站第四名
- 中国房车锦标赛2000CC组第三站第四名
- 中国房车锦标赛2000CC组第七站第三名

### 2009
- 中国房车锦标赛2000CC组第二站冠军
- 中国房车锦标赛2000CC组第五站第四名
- 中国房车锦标赛2000CC组年度第七名

### 2008
- 香港房车锦标赛超级生产组年度亚军